# Анрі Б'яншері
Анрі Б'яншері (фр. Henri Biancheri, 30 липня 1932, Марсель — 1 грудня 2019, Монако) — французький футболіст, що грав на позиції півзахисника.
Виступав, зокрема, за клуб «Монако», а також національну збірну Франції.
Дворазовий чемпіон Франції. Дворазовий володар Кубка Франції. Володар Суперкубка Франції.

## Клубна кар'єра
У дорослому футболі дебютував 1950 року виступами за команду «Сошо», в якій провів чотири сезони, взявши участь у 48 матчах чемпіонату. 
Протягом 1955—1957 років захищав кольори клубу «Анже».
Своєю грою за останню команду привернув увагу представників тренерського штабу клубу «Монако», до складу якого приєднався 1957 року. Відіграв за команду з Монако наступні сім сезонів своєї ігрової кар'єри. Більшість часу, проведеного у складі «Монако», був основним гравцем команди.
Завершив ігрову кар'єру у команді «Расінг» (Париж), за яку виступав протягом 1964—1966 років.

## Виступи за збірну
У 1960 році дебютував в офіційних матчах у складі національної збірної Франції.
Загалом протягом кар'єри в національній команді, яка тривала 1 рік, провів у її формі 2 матчі.
Помер 1 грудня 2019 року на 88-му році життя у місті Монако.

## Титули і досягнення
- Чемпіон Франції (2):

«Монако»: 1960-1961, 1962-1963
- Володар Кубка Франції (2):

«Монако»: 1959-1960, 1962-1963
- Володар Суперкубка Франції (1):

«Монако»: 1961